# Clarisse Doris Hellman
Clarisse Doris Hellman (* 28. August 1910 in New York; † 28. März 1973 ebenda) war eine amerikanische Astronomiehistorikerin und Professorin für Wissenschaftsgeschichte. Ihr Forschungsschwerpunkt, zu dem sie eine Reihe von Aufsätzen verfasste, war die Geschichte der Astronomie des 16. und 17. Jahrhunderts. Sie war Fellow der Royal Astronomical Society und Vollmitglied der International Academy for the History of Science.

## Leben
Clarisse Doris Hellman war die Tochter des Geburtshelfers Alfred M. Hellman und seiner Frau Clarisse, geb. Bloom.
Sie besuchte die Horace Mann School in New York und daran anschließend das Vassar College, wo sie ein Studium der Astronomie und Mathematik aufnahm. Ihr Interesse für die Wissenschaftsgeschichte war durch die Bekanntschaft mit George Sarton geweckt worden. 1930 schloss sie dort ihr Studium mit dem B.A. mit Auszeichnung ab. Bereits des Studiums wurde sie auf Grund ihrer Leistungen in die Phi Beta Kappa aufgenommen. Im selben Jahr wechselte sie an das Radcliffe College, wo sie 1931 mit den Master of Arts abschloss. Ein Studienstipendium ermöglichte ihr den Besuch der Columbia University, dem sich 1932 ein Forschungsstipendium anschloss. Ab 1956 war sie Mitglied des dortigen Seminars für Renaissancestudien (Seminar on the Renaissance).
1933 heiratete sie den Anwalt Moton Pepper; dieser Ehe entstammten zwei Töchter: Alice (* 1937) und Carol (* 1940). Durch die familiären Pflichten verzögerte sich ihr formaler Studienabschluss an der Columbia University, den Hellman erst 1943 mit der Promotion zum Doctor of Philosophy erlangte. Das Thema ihrer Dissertation war der Komet von 1577. Die Bedeutung dieser Arbeit liegt nicht nur in der ausführlichen Biographie, die sämtliche zeitgenössischen Schriften zu dem Kometen sammelt, sondern darüber hinaus zu zeigen, wie man auch weniger bedeutende zeitgenössische Literatur oder Pamphlete für die Forschung zur Geschichte der Astronomie fruchtbar machen kann.
1951 nahm Hellman eine Stelle am Pratt Institute an, wo sie bis 1966 lehrte. 1964 kam ein Lehrstuhl an der New York University dazu. Zwei Jahre später wurde sie an die City University of New York berufen, wo sie bis zu ihrem Tode am Queens College und am Graduate Center unterrichtet.
1959 nahm sie für den am 9. Internationalen Kongress für Wissenschaftsgeschichte (International Congress of the History of Science) in Madrid und Barcelona teil und bereitete den 10. Kongress, der 1962 in Ithaca und Philadelphia stattfand, mit vor.
1960 wurde sie zum Fellow der Royal Astronomical Society gewählt, und 1969 als Vollmitglied in die International Academy for the History of Science aufgenommen, deren korrespondierendes Mitglied sie bereits seit 1963 gewesen war.

## Werke (Auswahl)
- The Comet of 1577: Its Place in the History of Astronomy. Columbia University Press 1944. Reprint 1971 als No. 510 in der Reihe Columbia University studies in the social sciences. ISBN 0-404-51510-X
- Übersetzung und Herausgabe von Max Caspars Johannes-Kepler-Biographie (“Johannes Kepler” <engl.> Max Caspar. Translated and edited by C. Doris Hellman. Abelard-Schuman, London, New York 1959).
- Artikel zu Tycho Brahe und Georg Samuel Dörffel. In: Charles Coulston Gillispie (ed.): “Dictionary of Scientific Biography”. New York 1970ff.
- zusammen mit Noel Swerdlow den Artikel zu Georg von Peuerbach In: Charles Coulston Gillispie (ed.): “Dictionary of Scientific Biography”. New York 1970ff.